# Die Freiheit
Pour les articles homonymes, voir Freiheit (homonymie).
Freiheit était l’organe international des anarchistes de langue allemande publié à Londres, par Johann Most. Le journal parait du 4 janvier 1879 au 13 aout 1910.

## Histoire
Most son fondateur s'exile aux États-Unis à partir de 1882, il était publié simultanément en Amérique et en Allemagne, à environ 5000 exemplaires. En 1886, lors du massacre de Haymarket Square, la presse lance une campagne contre le journal et Johann Most, l'accusant de promouvoir la propagande par le fait et l'action directe. Alexander Berkman et Emma Goldman ont notamment collaboré à Freiheit.

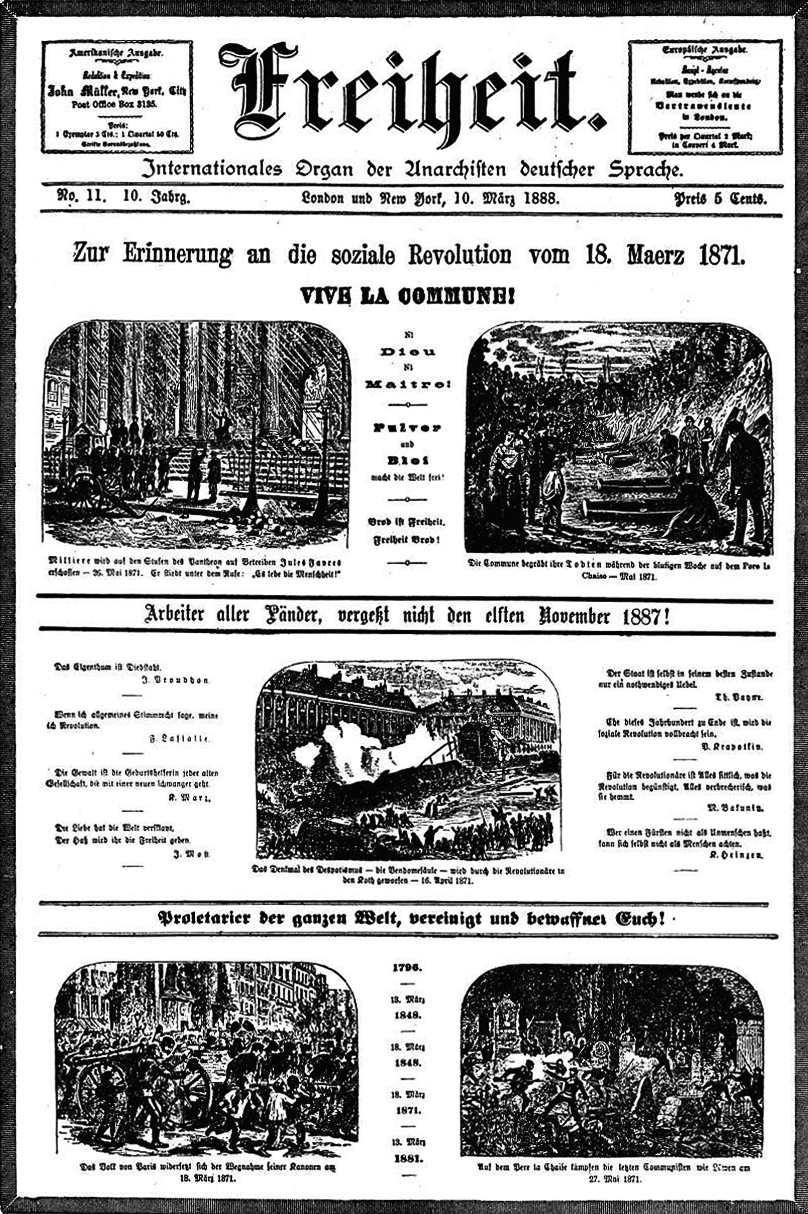
Le numéro du 10 mars 1888 commémorant la Commune de Paris

Vers 1899-1901, Freiheit connaît de graves difficultés financières, en partie résolue par l'acharnement de Most. À la suite de la mort de son fondateur le 17 mars 1906, le journal survit jusqu'en 1910.